# Nicky Jam: El Ganador
Nicky Jam: El Ganador é uma série de televisão biográfica americana baseada na vida do cantor de reggaeton Nicky Jam. A série é dirigida por Jessy Terrero, e produzida por Endemol Shine Boomdog para Telemundo e Netflix. É estrelada por Nicky Jam como o personagem titular. As filmagens começaram em 15 de janeiro de 2018, e a série será composta por 13 episódios.
A série vai estrear nos Estados Unidos na Telemundo, enquanto que na Espanha e na América Latina estreou no Netflix em 30 de novembro de 2018.

## Elenco
- Nicky Jam como Ele mesmo
  - Avery Rodríguez como Nicky (criança)
  - Darkiel como Nicky (jovem)
- Diego Cadavid como Juan Diego
- José Arroyo como Daddy Yankee
- Osvaldo Friger como Alberto Stylee
- Elyfer Torres como Julia
- Ana Lucía Domínguez como Rosa
- Néstor Rodulfo como Cutí
- Leli Hernández como Stephanie